# 惡童超級歪
《惡童超級歪》（法語：Les Garçons sauvages）是一部2017年的法國劇情片，由貝特朗·曼迪科執導。本片為導演第一部劇情長片，故事講述五名紈褲子弟因犯罪而被迫跟著一位荷蘭船長進行一趟再教育之旅。特別的是，電影中五位男主角皆由女演員所扮演。影片於第74屆威尼斯影展國際影評人週首映，並於2018年2月28日於法國上映。

## 劇情
20世紀初，在法屬留尼旺島上，五名富家公子在宴後性侵女老師未果，犯下謀殺罪。他們的父母設法掩蓋了這起醜聞，但作為對他們行為的懲罰，少年們必須跟著一位荷蘭船長前往海上進行再教育。船長向少年們的父母承諾，只要讓他們跟著他幾個月，回來時便會變得極度聽話。少年們乘著殘破不堪的帆船，在海上受盡磨難。正當他們承受不住，密謀發動叛變之際，船長帶領他們到了一座奇妙的島嶼，島上充滿著各種奇特的植物以及可食用的水果。受到島嶼的影響，少年們的身體逐漸轉變成女性。

## 演員
- 保利娜·洛里拉德 飾 侯繆亞
- 薇瑪拉·龐斯（英语：Vimala Pons） 飾 讓·路易
- 黛安·羅賽爾（英语：Diane Rouxel） 飾 雨拜
- 安納爾·斯諾克 飾 當基
- 瑪蒂德·維妮耶 飾 斯隆
- 山姆·羅維科（英语：Sam Louwyck） 飾 船長
- 艾莉娜·羅恩頌（英语：Elina Löwensohn） 飾 塞維林
- 娜塔莉·理查德（英语：Nathalie Richard） 飾 老師
- 蘿拉·柯彤（英语：Lola Créton） 飾 旁白（聲演）

## 反響

### 專業評價
《惡童超級歪》獲得了大多好評。根據爛蕃茄上收集的20篇評論文章，其中18篇給出了「新鮮」的正面評價，「新鮮度」為90%，平均得分7.43（最高10分），而在Metacritic上根據5篇評論文章為電影打出了64分（滿分100）。
《衛報》的凱斯·克拉克將這部電影稱為「縱情且異乎尋常的性別轉換戲劇」，她寫道「有些人可能認為這部電影太過於放縱了，但我卻被這奇妙的封閉世界所吸引。曼迪科對於角色的關注程度是一般實驗電影創作者不會去觸碰的。……曼迪科奇特的初次亮相，如此引人注目，足以讓你端坐並多加關注」。《洛杉磯時報》的凱蒂·沃爾什將這部電影比喻為「充滿激情，帶有性衝動的《蒼蠅王》」，認為本片是「在主流的性別二元論概念下，成功的於非二元性別水域上進行了一次令人激動的航行」。不過，《紐約時報》的比格·埃比里給出了較為負面的評價。他認為「一切都有點太荒謬了，以致於無法引起愉悅或不安的情緒，最終也無法帶來什麼深刻見解」。
法國電影雜誌《電影筆記》將其選為2018年度十佳電影的第一名。

### 奬項
本片獲得了第74屆威尼斯影展酷兒獅獎的提名，但並未獲獎。

## 外部連結
- 互联网电影数据库（IMDb）上《惡童超級歪》的资料（英文）
- 開眼電影網上《惡童超級歪》的資料（繁體中文）
- 豆瓣电影上《惡童超級歪》的資料 （简体中文）
- 爛番茄上《惡童超級歪》的資料（英文）
- Metacritic上《惡童超級歪》的資料（英文）